# Дом учёных (Харьков)
Дом учёных — культурно-просветительское учреждение научной общественности города Харькова.

## История
Харьковский Дом учёных был создан по инициативе Всеукраинского комитета содействия учёным при Совнаркоме Украины и открыт осенью 1925 года. В 1934 году Дому учёных был предоставлен бывший особняк академика архитектуры А. Н. Бекетова в Мироносицком переулке (дом № 8, теперь ул. Жён Мироносиц, дом № 10).
За время существования Дома учёных большой вклад в его деятельность внесли заслуженный деятель науки, профессор А. И. Гейманович, академик АН СССР А. А. Богомолец, академики АН УССР Г. Ф. Проскура, Н. П. Барабашов и др. Значительную помощь оказывал Дому учёных располагавшийся в этом же здании Всеукраинский комитет содействия ученым: были созданы дома отдыха для учёных в Сочи, Кисловодске, Одессе, при Доме работала специальная лечебная комиссия, оказывавшая медицинскую помощь на дому и амбулаторно, для учёных были организованы благотворительные обеды.
При Доме были созданы секции научных работников, проводившие «Дни науки», студии вокала, художественного слова, театральная, изобразительного искусства, ансамбль скрипачей и др., детская музыкальная (по инициативе профессора Марчевского М. Н.) и балетная студии, начала работать оборудованная радиоустановкой агитмашина, были организованы выезды агитбригады в села в период сельскохозяйственных работ.
Одной из руководящих сил Дома стал женсовет, активно участвовавший в организации и проведении мероприятий Дома, наладивший регулярное дежурство в библиотеке, положивший начало традиционным конференциям женщин-учёных к празднику 8 марта, ведший шефскую работу в студенческой больнице. С 1945 года по 1975 год бессменным председателем женсовета была жена академика АН УССР Соловьёва М. Н. — Александра Петровна, в 1975—1988 годах — канд.мед.наук Галина Григорьевна Медведева, с 1988 года — д.ф.-м.н. Людмила Ивановна Крупник .
В 1963 году директором Дома учёных становится Ткаченко Л. А., а председателем Правления — академик АС и АН УССР Угинчус А. А. С 1969 года председателем Правления стал академик АН УССР Иванов В. Е., директор Украинского физико-технического института (УФТИ). В течение 16 лет (1976—1992) Домом учёных руководила Ольга Ивановна Поддубная.
В 1967 году была создана секция молодых учёных (рук. — к.т. н. В. С. Болотских), шефство над которой в 1980-е годы взяли член-корр. АН УССР Атрощенко В. И., член-корр. АМН УССР Корж А. И., д.т. н., зам. директора ИРЭ АН УССР Брауде С. Я., лауреат Ленинской премии И. В. Рыжков и др. В июне 1981 года совместно с областным советом молодых учёных и специалистов, с молодёжной секцией Северо-восточного научного центра АН УССР, в Доме учёных был организован клуб «Пульсар», объединивший около 100 молодых научных сотрудников из институтов АН УССР. Были созданы секции: общественно-политическая, любителей природы, фото, «Молодёжный экспериментальный театр», классической музыки, «Мелодия», «Агитбригада».
Стали традицией «сентябрьские встречи» учёных с учителями средних школ.
В 1971 году в Доме учёных была открыта портретная галерея «Ученые Харькова — лауреаты Ленинской и Государственной премий, Герои Социалистического труда». Первоначально в неё были включены 119 портретов академиков и членов-корреспондентов АН УССР, связанных с Харьковом по работе. На базе портретной галереи возникла новая форма работы — «Трибуна учёного».

## Секции и клубы
- Клуб «Фантаст» (рук. Г. Панченко) любителей фантастики.
- «Клуб Капитанов Дома учёных» (ККДУ — «какаду») любители занятий парусным спортом.
- Детский театр моды «Алиса» (рук. А. Г. Каракоз).
- Клуб песенной поэзии (руководитель профессор М. Е. Босин).
- Клуб интеллектуальных игр «От винта».
- Клуб «Краевед» (руководитель — доктор техн.наук Переверзев).